# Cycas hongheensis
Cycas hongheensis — вид голонасінних рослин класу саговникоподібні (Cycadopsida).
Етимологія: Від Хунхе (Червона річка), поруч з місцем зростання у південно-східній провінції Юньнань, з латинським суфіксом -ensis — місце походження.

## Опис
Стовбури деревовиді, 1–3 м заввишки, 12–15 см діаметром у вузькому місці; 12–25 листків у кроні. Листки сіро-зелені, матові, завдовжки 70–100 см.

## Поширення, екологія
Країни поширення: Китай (Юньнань). Трапляється на висоті 400–600 м. Рослини знаходяться у низьких відкритих лозових заростях, часто з соковитими видами Euphorbia, і найчастіше йде корінням в ущелини і тріщини, часто з невеликим або ніяким ґрунтом біля коріння. Цей вид, мабуть є ендеміком цих сезонно сухих вапнякових оголень.

## Загрози та охорона
Населення було дуже сильно скорочене для продажу як декоративних рослин, загинуло багато рослин. Деякі з тих що залишилися рослин охороняються в англ. Honghe Nature Cycad Reserve.